# Estação Bellingshausen

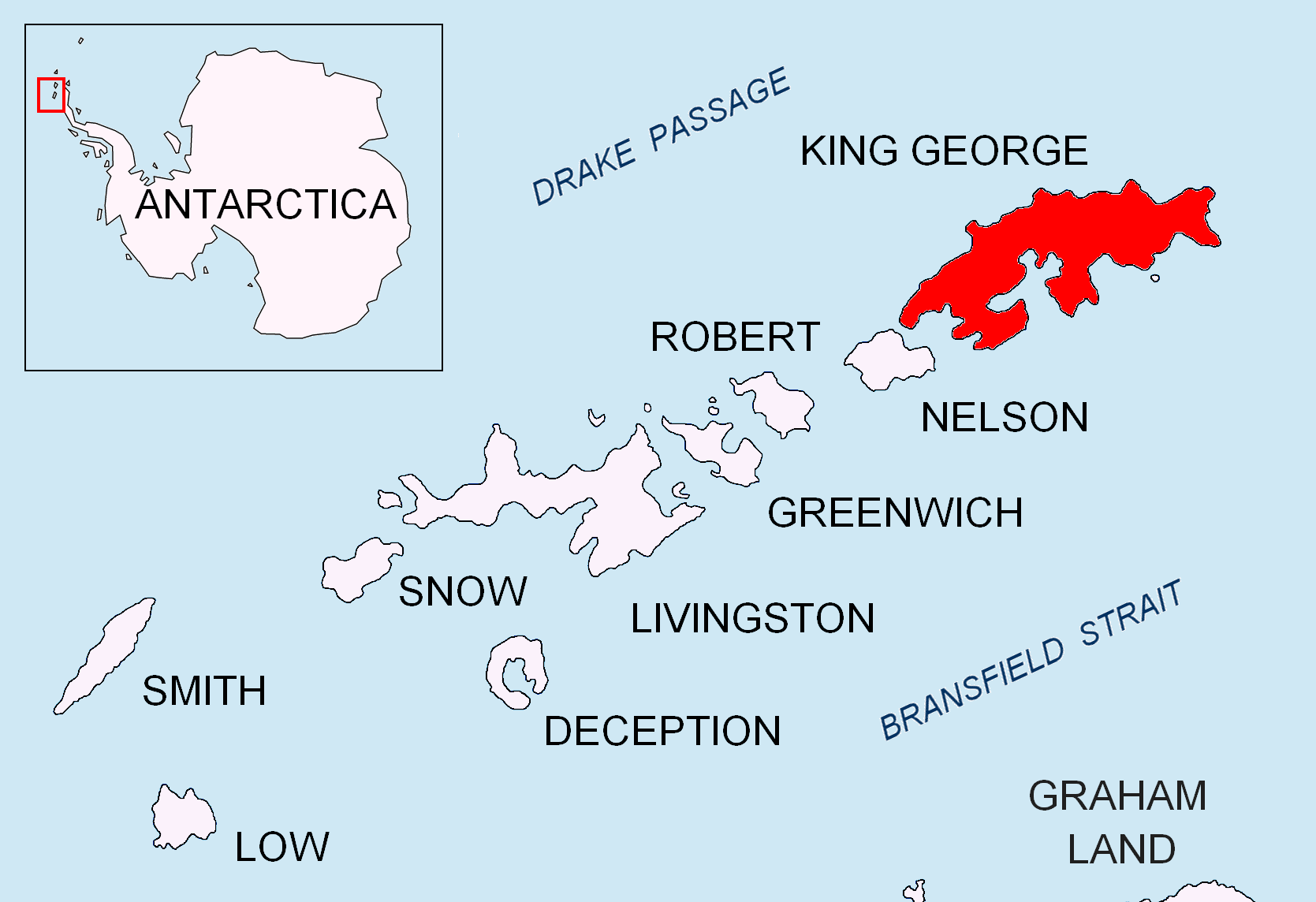
Localização da Ilha do Rei George Island nas Ilhas Shetland do Sul.

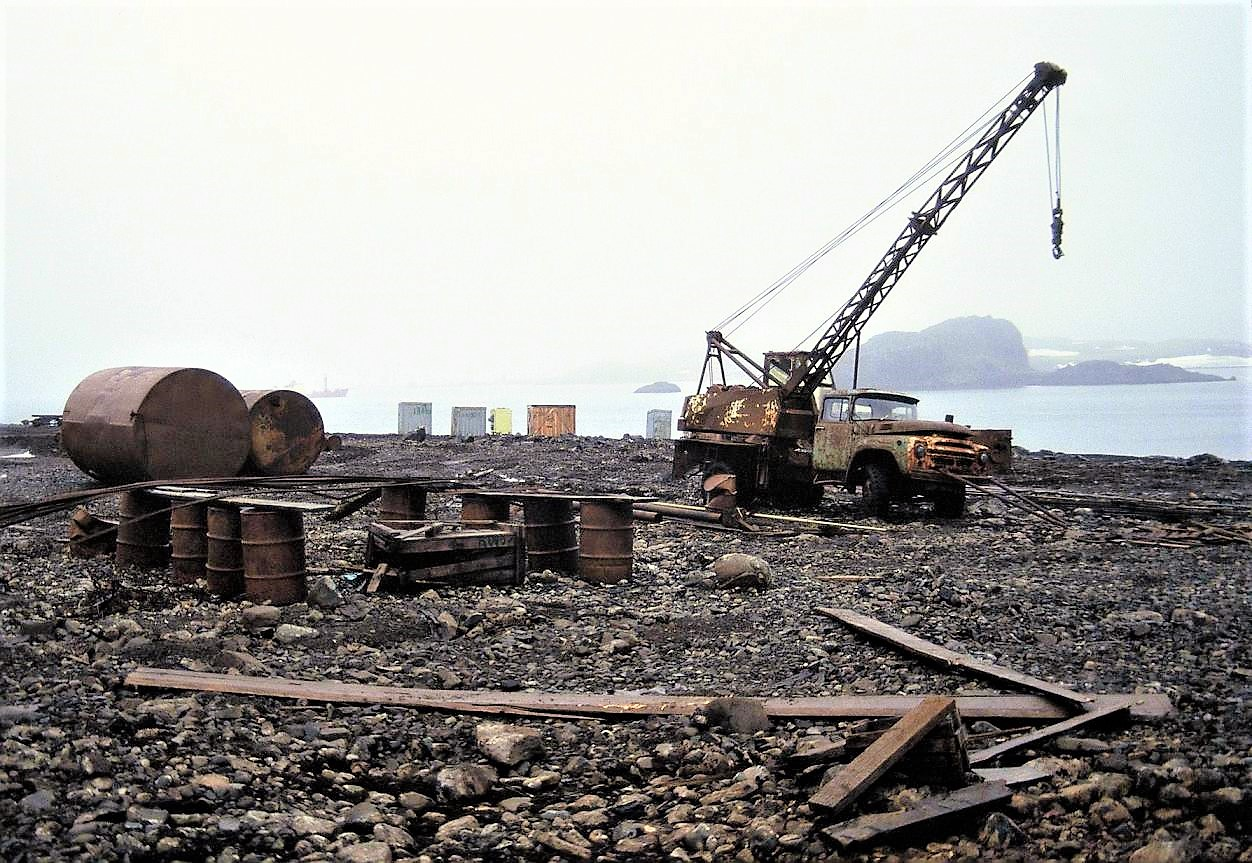
Bellingshausen é um dos lugares mais poluídos da Antártida. Veículos antigos, barris enferrujando e outros lixos sem qualquer valor no litoral.

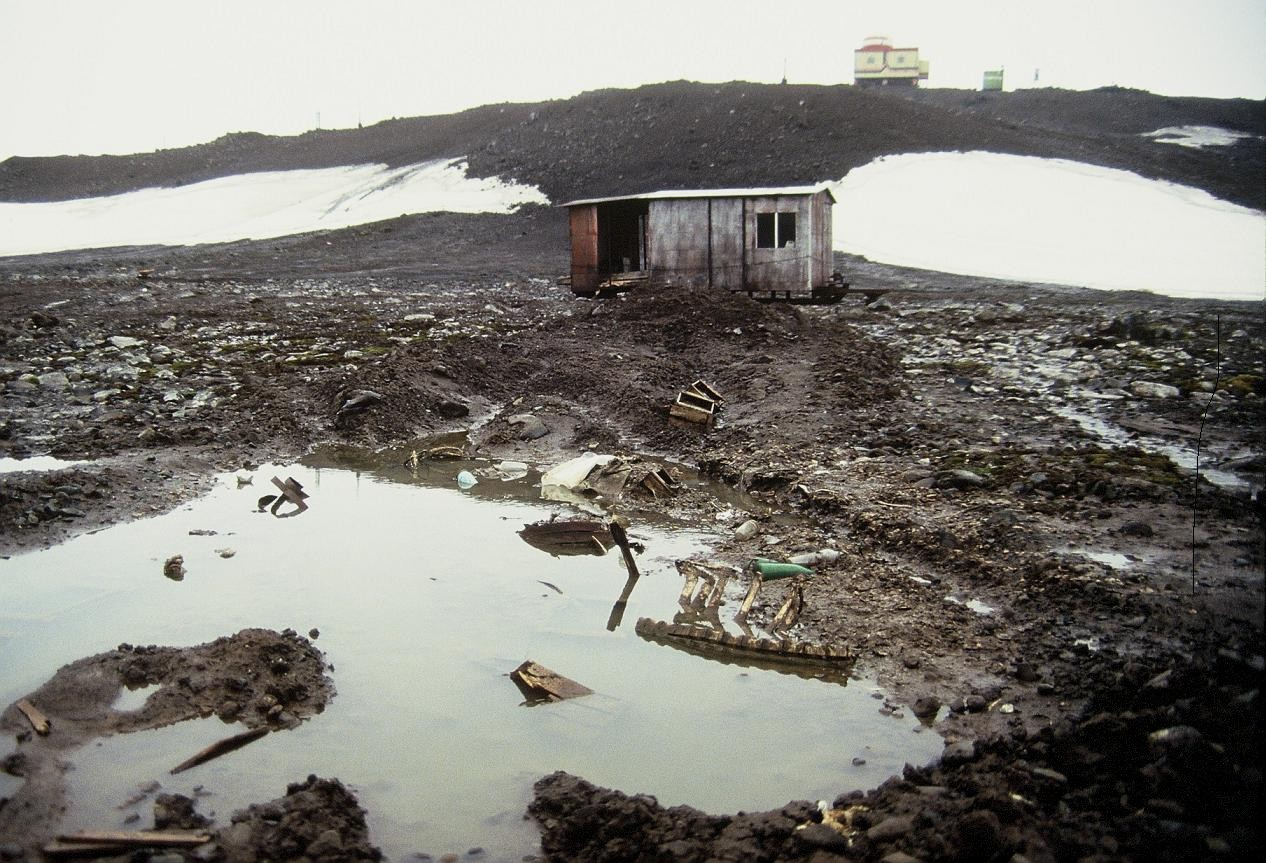
Cena lamacenta em torno da base. No topo da colina uma igreja ortodoxa foi construída em 2004.

A Estação Bellingshausen é uma estação antártica russa (inicialmente soviética) no Porto Collins, na Ilha do Rei George das Ilhas Shetland do Sul. Foi uma das primeiras estações de pesquisa fundadas pela Expedição Antártica Soviética em 1968. É também a localização da Igreja Trinity, a única igreja ortodoxa oriental permanentemente ocupada na Antártida.
A estação está conectada por estradas subdesenvolvidas até estações próximas: A Base chilena Presidente Eduardo Frei Montalva, a Estação chinesa Grande Muralha e a Base uruguaia Artigas.[1]
A Península Antártica e suas ilhas próximas são consideradas ter as mais brandas condições de vida na Antártida. A temperatura média em torno da estação no mês mais frio (agosto) é de -6.8°С (19.76°F) e de +1.1°С (34°F) em fevereiro, o mais quente. Os residentes russos polares tem apelidado a Estação Bellingshausen de "kurort" (em russo:  курорт, que é de etimologia alemã adaptada para o russo significando "resort".
É antípoda a um local na Sibéria russa.

## Imagens adicionais de Bellingshausen

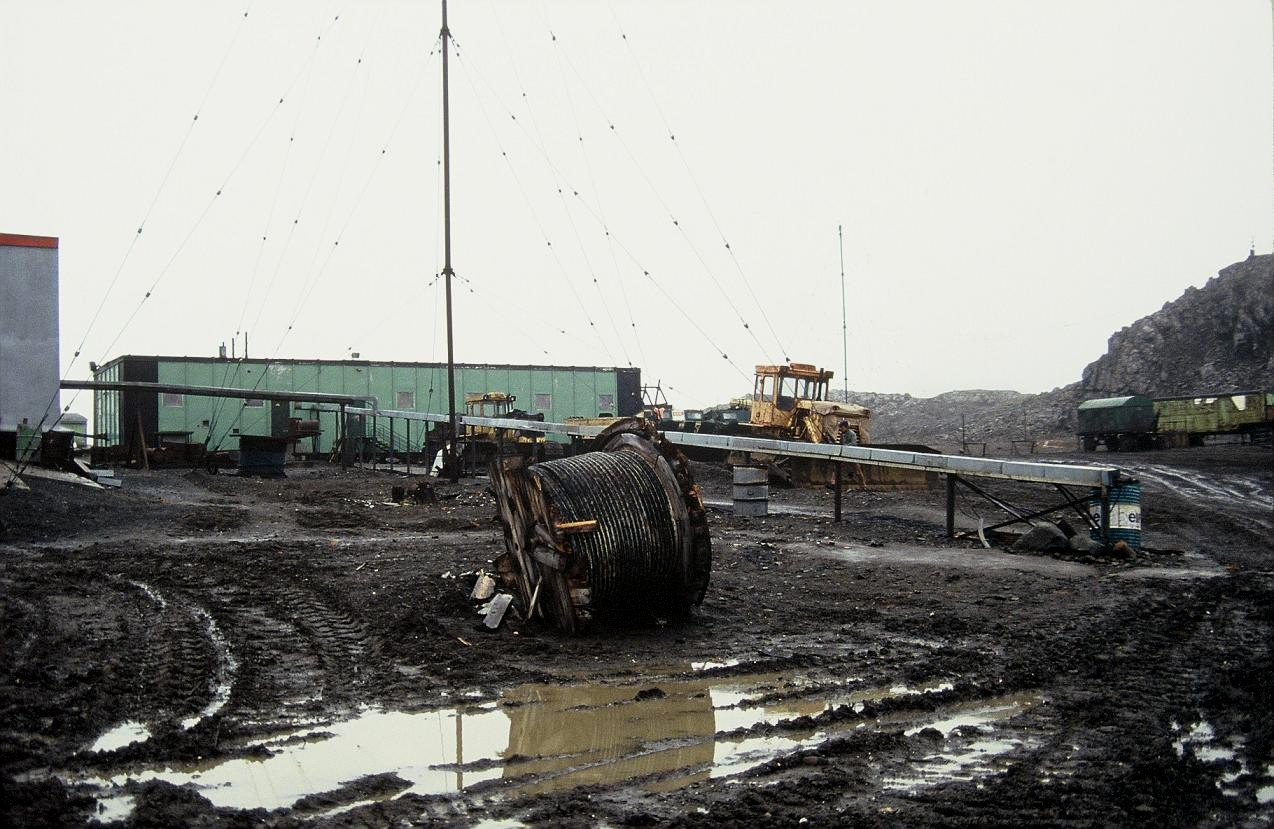
Cena em Bellingshausen.
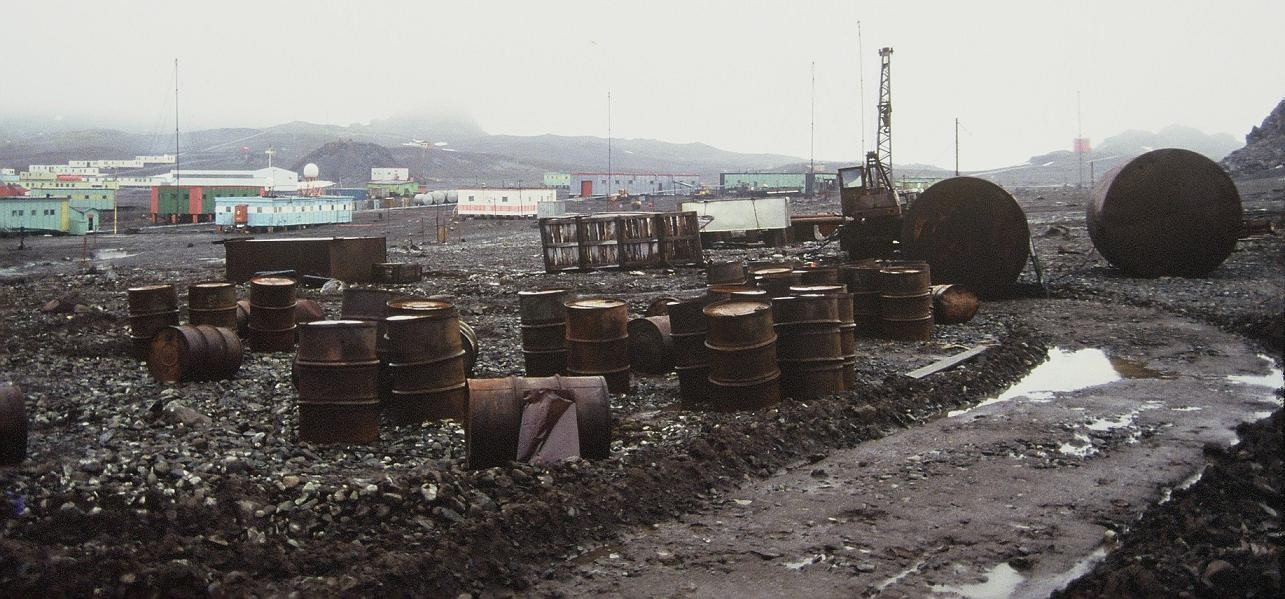
Tambores enferrujando deixados todos em torno da base.
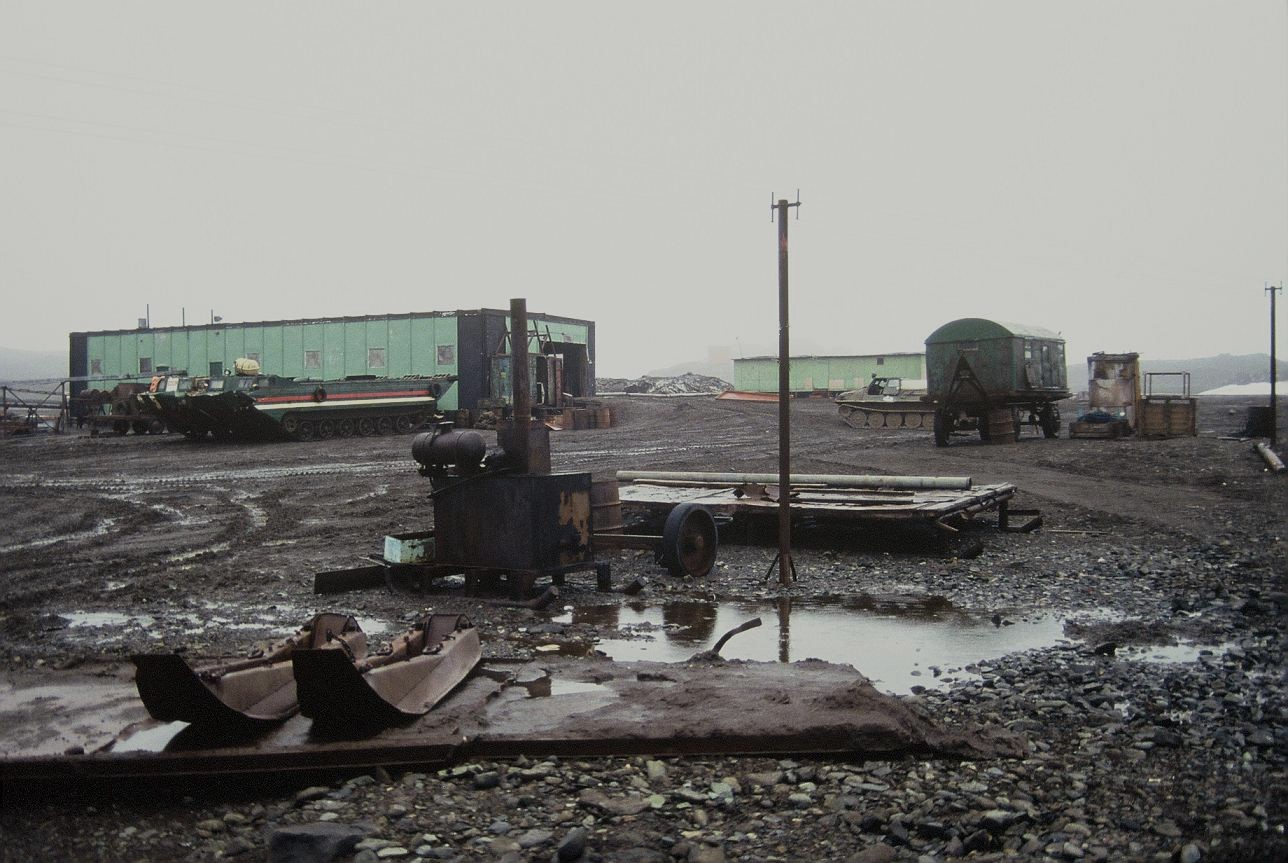
Note os veículos enfileirados.
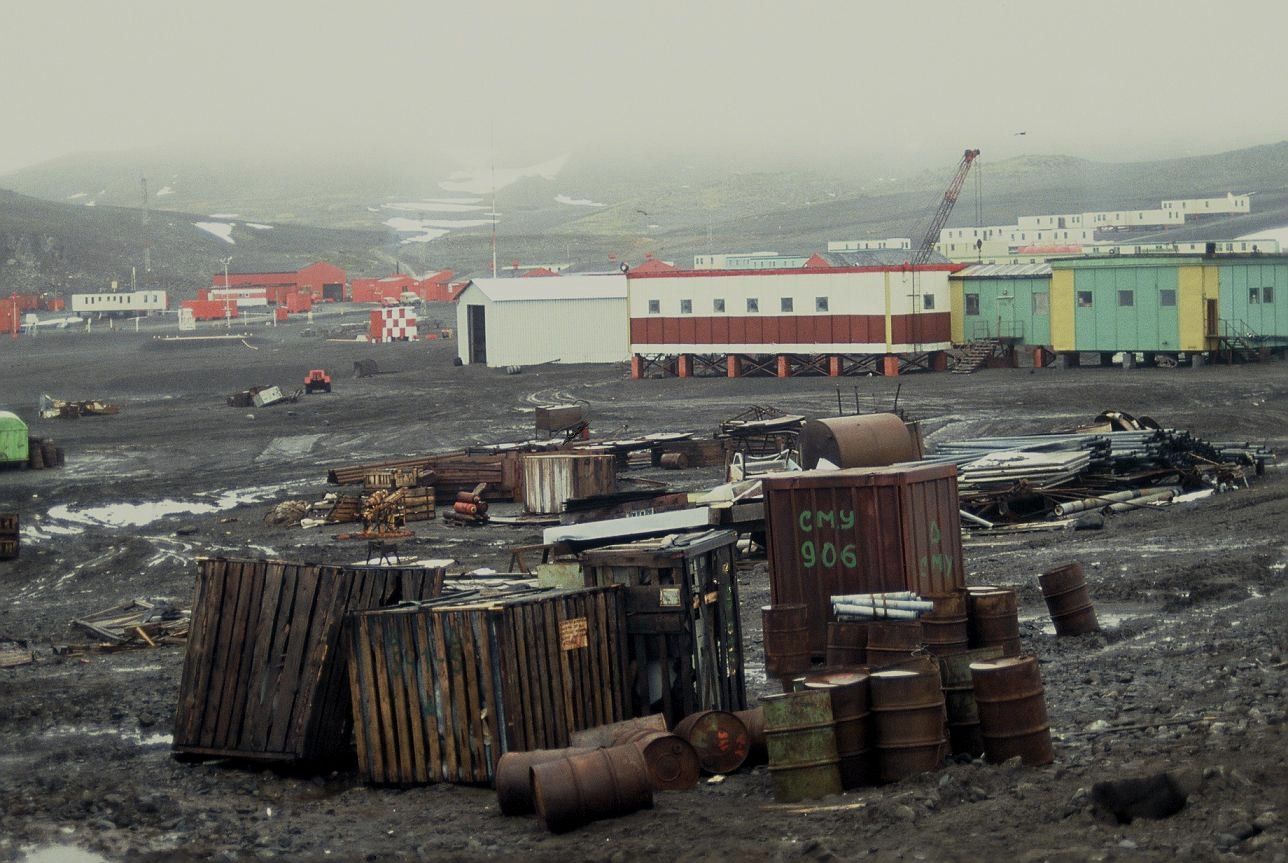
Armazém a céu aberto de materiais com a base Eduardo Frei (Chile) ao fundo.
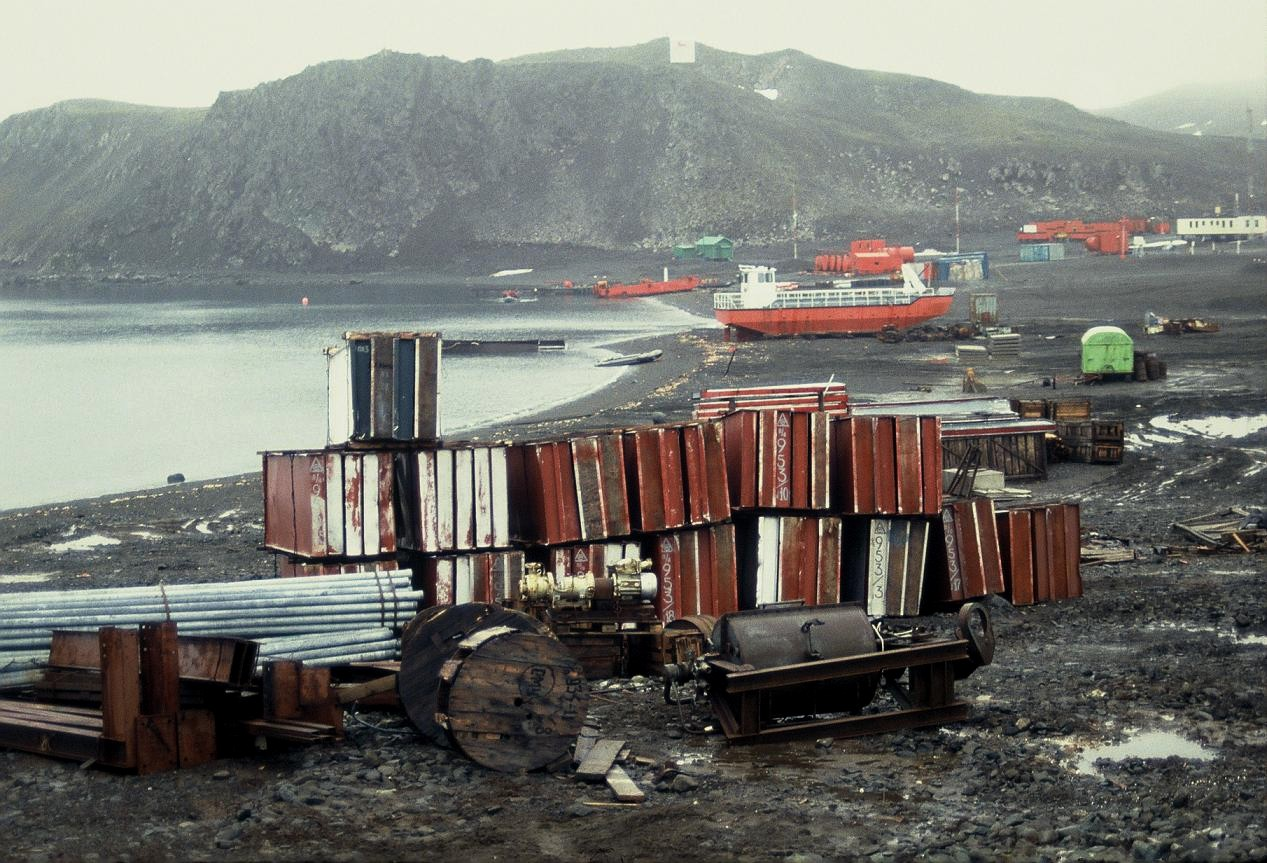
Beira-mar com materiais estocados. Atrás a balsa está outra vez Eduardo Frei (Chile) .
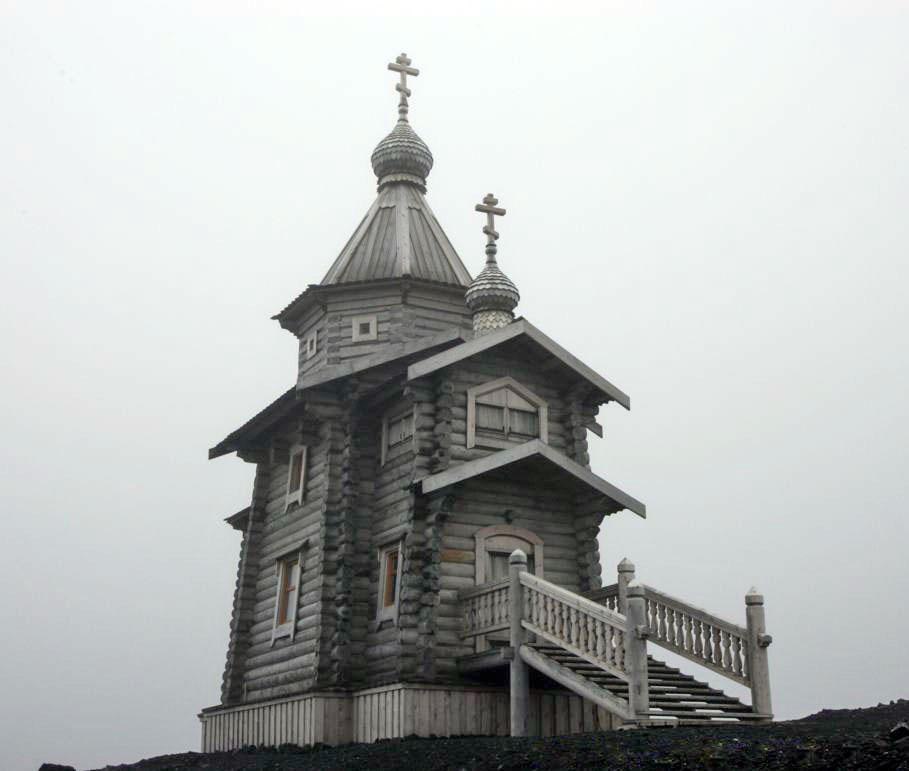
A Igreja Trindade em Bellingshausen.
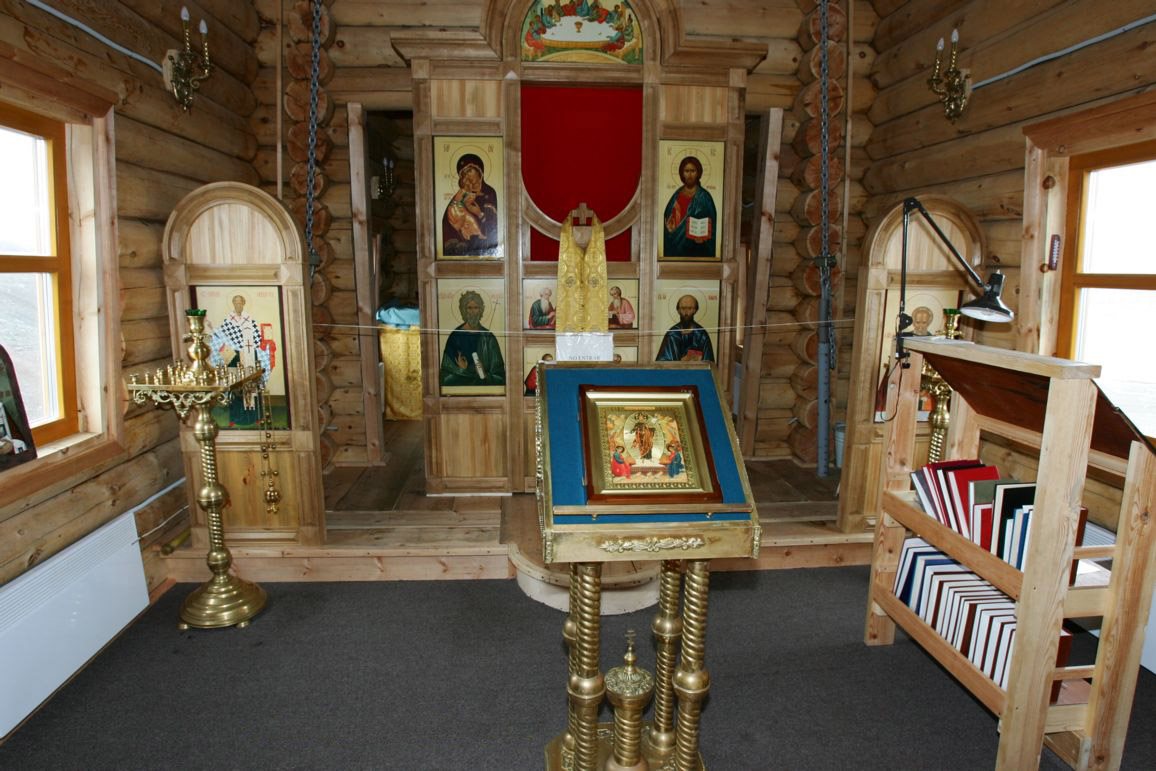
Interior da Igreja Trinity.